# Рыжая сорокопутовая пиха
Рыжая сорокопутовая пиха (лат. Lipaugus unirufus) — вид птиц рода сорокопутовых пих семейства котинговых. Выделяют два подвида. Встречается в Белизе, Колумбии, Коста-Рике, Эквадоре, Гватемале, Гондурасе, Мексике, Никарагуа и Панаме. Естественная среда обитания — субтропические или тропические влажные низинные леса.

## Описание
Взрослая рыжая сорокопутовая пиха длиной около 23,5 см. Оба пола выглядят одинаково. Верхняя часть имеет однородный красновато-коричный цвет, а нижняя часть немного более бледного оттенка, причем горло является самой светлой частью тела. Клюв широкий, телесного или коричневого цвета у основания, иногда вокруг глаза имеется небольшое кольцо. Эту птицу можно спутать с рыжеватой аулией (Laniocera rufescens), но данный вид с более тонким клювом и относительно длинным хвостом.

## Образ жизни
Рыжая пиха размножается в период с марта по август в Коста-Рике, вероятно[уточнить], в год бывает две кладки. Рацион состоит в основном из фруктов, беспозвоночных насекомых и пауков.